# Elecciones al Parlamento de Andalucía de 2012
Las elecciones al Parlamento de Andalucía tuvieron lugar el 25 de marzo de 2012. Fueron las novenas elecciones autonómicas andaluzas desde la aprobación del estatuto de autonomía en 1981, y sirvieron para renovar los 109 diputados del Parlamento. Dieron paso a la IX Legislatura del período autonómico. 
Estos comicios dieron como resultado la primera victoria del Partido Popular Andaluz en unas autonómicas andaluzas con 50 escaños, quedándose a cinco de la mayoría absoluta que hubiera permitido gobernar a Javier Arenas. El PSOE de Andalucía perdía su mayoría absoluta y por primera vez no fue la fuerza política más votada de la comunidad, quedándose a 40.000 votos y tres diputados del PP. Sin embargo, un pacto con Izquierda Unida Los Verdes-Convocatoria por Andalucía, que duplicó su número de escaños hasta los 12, permitió al PSOE-A gobernar conjuntamente con la formación de izquierdas. José Antonio Griñán mantuvo la presidencia de la Junta, en la que entró IULV-CA con una vicepresidencia y tres consejerías.

## Fechas
Se barajaron varias posibles fechas, como el 4 o el 25 de marzo, resultando finalmente elegida esta última. Fueron las primeras autonómicas andaluzas desde 1996 que no coincidan con las elecciones generales, ya que el presidente de la Junta de Andalucía, José Antonio Griñán, decidió no seguir el adelanto electoral decretado por el expresidente del Gobierno de España, José Luis Rodríguez Zapatero.
El último pleno de la anterior legislatura tuvo lugar el 25 de enero. El 30 de enero de 2012 José Antonio Griñán firmó el decreto de disolución del Parlamento y de convocatoria de las elecciones.
Coincidieron con las elecciones al Parlamento asturiano, tras convocarlas Francisco Álvarez-Cascos el 30 de enero de 2012.

## Datos previos
Las elecciones fueron oficialmente convocadas el 30 de enero de 2012 . La campaña electoral tendrá lugar entre el 9 y el 23 de marzo, la votación el día 25 y el nuevo Parlamento surgido de las urnas se constituirá el 19 de abril.
El sistema electoral es el proporcional de listas cerradas mediante la Ley D'Hondt. De acuerdo con el Estatuto de Autonomía de Andalucía, la circunscripción electoral es la provincia, y ninguna provincia andaluza puede tener el doble de diputados que otra. La ley electoral andaluza obliga a la presentación de listas cremallera, las cuales siguen el patrón hombre-mujer-hombre o viceversa. Esto ha permitido una mayor paridad entre sexos en el Parlamento de Andalucía, que en su IX Legislatura estará compuesto por 57 hombres y 52 mujeres.
El Parlamento de Andalucía está compuesto por 109 diputados. Inicialmente se asignan ocho diputados a cada circunscripción, haciendo 64; los 45 restantes se distribuyen en proporción a la población. Debido a la variación de la población, la provincia de Jaén pierde un diputado respecto a las elecciones anteriores, que gana la provincia de Málaga. Los diputados a elegir en cada circunscripción son: Almería 12, Cádiz 15, Córdoba 12, Granada 13, Huelva 11, Jaén 11, Málaga 17 y Sevilla 18.
Únicamente acceden al reparto de escaños de cada circunscripción las candidaturas que obtienen, al menos, el 3% de los votos válidos emitidos en dicha provincia.

## Precampaña

### Sondeos
Las encuestas de intención de voto de los diarios El País y ABC, publicadas el 28 de febrero de 2012 predijeron una victoria del Partido Popular con mayoría absoluta y 57 diputados con entre 7,1 y 12,3 puntos de ventaja sobre el PSOE. El sondeo de Metroscopia para El País aseguraba que el PP crecería hasta lograr el 47,5% de los votos y 57 escaños, dos por encima de la mayoría absoluta, mientras que el PSOE-A bajaría hasta el 35,2% de los sufragios y los 45 diputados. IULV-CA, con un apoyo del 8,4%, alcanzaría el séptimo diputado. UPyD quedaría como cuarta fuerza política, alcanzando 3%-5% de los votos y quintuplicando el número de votos, consiguiendo 1-4 diputados. El PA seguiría sin representación en el Parlamento. La encuesta del Instituto de Investigación, Marketing y Comunicación para el diario ABC situaba la diferencia entre populares y socialistas en 7,1% y otorgaba la mayoría absoluta al Partido Popular con 57 diputados. Así, el PP-A obtendría el 45,3% de los votos y 57 diputados, frente al 38,2% de los sufragios y 45 escaños del PSOE, mientras que IULV-CA lograría un respaldo del 7,6% y 7 diputados y los andalucistas seguirían sin conseguir representación parlamentaria con un apoyo del 2,3%. Los populares lograrían el triunfo en todas las provincias andaluzas excepto Sevilla.
El 30 de noviembre de 2011, el Instituto de Estudios Sociales Avanzados, un instituto público de investigación dependiente del Consejo Superior de Investigaciones Científicas y la Junta de Andalucía, hizo público el Barómetro de Opinión Pública de Andalucía 2011, con entrevistas realizadas entre el 26 de septiembre y el 21 de octubre de 2011. El Barómetro volvió a mostrar el triunfo del Partido Popular, con una intención de voto imputada del 46,4%, con una subida de 7,5% respecto a las elecciones autonómicas de 2008. El PSOE se situaría en segunda posición, con un 36% de los votos, perdiendo trece puntos. Izquierda Unida subiría un punto hasta el 8,1%. En cuarto lugar se situaría UPyD, con el 3,2% de los votos. El resto de votos válidos (incluyendo votos en blanco) ascendería al 3,5%. Un 72,8% de los encuestados deseaban un cambio de gobierno en Andalucía, en tanto que un 61,7% se mostraban convencidos del triunfo del Partido Popular en las elecciones.  En relación con los líderes de los partidos andaluces, todos suspendían, con Rosa Díez (UPyD) a la cabeza como política mejor valorada en Andalucía con un 4,75; José Antonio Griñán (PSOE) y Javier Arenas (PP) obteniendo la misma calificación: 4,5; Pilar González (PA) a continuación, con un 4,3; y Diego Valderas (IU) en último lugar, con un 4,1.
El Partido Popular, en la voz de su presidente regional Javier Arenas y el secretario general Antonio Sanz ha anunciado en varias ocasiones que su formación es optimista, pero no debe sentirse eufórica por estos sondeos que le otorgan la victoria. El PSOE maneja encuestas internas que le sitúan como partido más votado en las provincias de Huelva, Sevilla y Jaén, posibilitando que el PP no consiga la mayoría absoluta. Por su parte, Izquierda Unida maneja sondeos internos que le dan nueve diputados.
Las últimas encuestas publicadas en la campaña, a seis días de las elecciones, así como la del CIS, recogían la posibilidad de que el Partido Popular no llegara a la mayoría absoluta, informando de una recuperación del voto del PSOE y del acercamiento de Izquierda Unida a un porcentaje de dos dígitos. El sondeo a pie de urna de Canal Sur daba un posible resultado al PP entre 52 y 55 escaños, 46-48 para el PSOE y 8-10 para IU.
Los resultados finales confirmaron la fuga de votos del Partido Popular respecto a las elecciones generales del 20 de noviembre y el ascenso de Izquierda Unida.
Esta tabla contiene las encuestas más recientes y la proyección en escaños de las últimas elecciones en Andalucía.
| Fecha | Encuestador                                                                                                | PSOE-A              | PP-A                | IULV-CA           | PA               | UPyD             | Ventaja |
| --- | --- | ------------------- | ------------------- | ----------------- | ---------------- | ---------------- | ------- |
| 25 de marzo de 2012 | Resultado de las elecciones                                                                                | 39.5% 47 escaños    | 40.7% 50 escaños    | 11.3% 12 escaños  | 2.5% 0 escaños   | 3.4% 0 escaños   | 1,2%    |
| 25 de marzo de 2012 | Canal Sur                                                                                                  | 39,2% 46-48 escaños | 42,0% 52-55 escaños | 9,9% 8-10 escaños | 2,7% 0 escaños   | 3,0% 0 escaños   | 2,8%    |
| 19 de marzo de 2012 | GAD3 | 38,1% 44-48 escaños | 46,7% 55-58 escaños | 8,1% 7-9 escaños  | 2,1% 0 escaños   | 2,6% 0 escaños   | 8,6%    |
| 18 de marzo de 2012 | Sigma Dos                                                                                                  | 36,0% 43-44 escaños | 45,8% 54-57 escaños | 8,9% 7-9 escaños  | 2,9% 0-1 escaños | 3,8% 1-2 escaños | 9,8%    |
| 18 de marzo de 2012 | IMC | 35,6% 43 escaños    | 47,0% 58 escaños    | 8,7% 6 escaños    | 1,8% 0 escaños   | 4,6% 2 escaños   | 11,4%   |
| 18 de marzo de 2012 | Metroscopia                                                                                                | 34,4% 41 escaños    | 47,3% 59 escaños    | 9,9% 9 escaños    | 2,7% 0 escaños   | 3,2% 0 escaños   | 12,9%   |
| 18 de marzo de 2012 | Low Cost                                                                                                   | 37,2% 44 escaños    | 45,2% 57 escaños    | 8,5% 7 escaños    | — 0 escaños      | — 1 escaño       | 8,0%    |
| 16 de marzo de 2012 | IO2000 | 36,0%               | 46,7%               | 8,8%              | 4,1%             | 2,8%             | 10,7%   |
| 12 de marzo de 2012 | NC Report                                                                                                  | 35,7% 41-44 escaños | 45,7% 55-57 escaños | 9,9% 8-9 escaños  | — 0-1 escaños    | 4,3% 1-2 escaños | 10,0%   |
| 11 de marzo de 2012 | Joly | 36,9% 44-47 escaños | 45,2% 54-57 escaños | 8,4% 7-8 escaños  | 2,3% 0 escaños   | 3,7% 1 escaños   | 8,7%    |
| 9 de marzo de 2012 | GAD3 | 36,8% 42-45 escaños | 46,2% 56-58 escaños | 9,2% 7-10 escaños | 2,4% 0 escaños   | 2,9% 0-1 escaños | 9,4%    |
| 9 de marzo de 2012 | Animal | 39,9% 46 escaños    | 40,4% 52 escaños    | 10,5% 11 escaños  | 2,5% 0 escaños   | 2,5% 0 escaños   | 0,5%    |
| 8 de marzo de 2012 | CIS | 37,7% 44-46 escaños | 44,9% 54-55 escaños | 9,8% 9-10 escaños | 2,6% 0 escaños   | 2,6% 0 escaños   | 7,2%    |
| 28 de febrero de 2012 | Sigma Dos                                                                                                  | 36,3% 42-44 escaños | 45,0% 54-57 escaños | 9,3% 8-9 escaños  | 2,4% 0-1 escaños | 4,2% 1-2 escaños | 8,7%    |
| 28 de febrero de 2012 | IMC (ABC)                                                                                                  | 36,2% 43 escaños    | 46,3% 59 escaños    | 8,2% 6 escaños    | 2,2% 0 escaños   | 4,3% 1 escaño    | 10,1%   |
| 27 de febrero de 2012 | Cepes | 37,6% 46-47 escaños | 45,1% 53-57 escaños | 7,5% 6-8 escaños  | 2,8% 0-1 escaños | 3,3% 0-1 escaños | 7,5%    |
| 27 de febrero de 2012 | PP | 37,2% 43-45 escaños | 46,7% 56-58 escaños | 7,6% 7 escaños    | —                | 3,9% 0-2 escaños | 8,5%    |
| 14 de febrero de 2012 | NC Report                                                                                                  | 34,2% 41 escaños    | 47,4% 57 escaños    | — 9 escaños       | — 1 escaño       | — 1 escaño       | 13,2%   |
| 3 de febrero de 2012 | IMC (ABC)                                                                                                  | 35,2%               | 47,1%               | 8,5%              | 2,1%             | 4,7%             | 11,9%   |
| 30 de enero de 2012 | NC Report                                                                                                  | 35,6% 44 escaños    | 46,7% 55 escaños    | 8,9% 8 escaños    | 2,9% 1 escaño    | 3,8% 1 escaño    | 11,3%   |
| 22 de enero de 2012 | Low Cost (enlace roto disponible en Internet Archive; véase el historial, la primera versión y la última). | 36,6% 44 escaños    | 43,7% 56 escaños    | 9,1% 8 escaños    | —                | 4,6% 1 escaño    | 7,1%    |
| 19 de enero de 2012 | Cadpea | 37,6%               | 46,0%               | 6,3%              | 2,0%             | 3,0%             | 14,5%   |
| 2012 | |                     |                     |                   |                  |                  |         |
| 30 de noviembre de 2011 | IESA | 36,0%               | 46,4%               | 8,1%              | 2,8%             | 3,2%             | 10,4%   |
| 6 de noviembre de 2011 | Commentia                                                                                                  | 34,8%               | 49,4%               | 8,4%              | 2,0%             | —                | 14,6%   |
| 20 de noviembre de 2011 | Extrapolación de resultados de las elecciones generales                                                    | 36.6% 43 escaños    | 45.6% 58 escaños    | 8.3% 6 escaños    | 1.8% 0 escaños   | 4.8% 2 escaños   | 9,0%    |
| 29 de julio de 2011 | Cadpea | 34,3%               | 48,9%               | 8,3%              | 2,4%             | 1,4%             | 8,4%    |
| 29 de julio de 2011: Zapatero convoca elecciones generales para el 20 de noviembre, Griñán no adelanta las elecciones en Andalucía | |                     |                     |                   |                  |                  |         |
| 22 de mayo de 2011 | Extrapolación de resultados de las elecciones municipales                                                  | 32,2% 43 escaños    | 39,4% 53 escaños    | 12,0% 11 escaños  | 5,7% 2 escaños   | 1,8% 0 escaños   | 7,2%    |
| 2011 | |                     |                     |                   |                  |                  |         |
| 9 de marzo de 2008 | Resultados electorales                                                                                     | 48,9% 56 escaños    | 38,9% 47 escaños    | 7,1% 6 escaños    | 2,8% 0 escaños   | 0,6% 0 escaños   | 10,0%   |

### Elecciones generales de 2011
Las generales de 2011 supusieron un sonoro vuelco respecto a anteriores procesos electorales, produciéndose por primera vez el triunfo del Partido Popular en votos y escaños en unas generales. El Partido Popular obtuvo 1.982.091 votos (45,57%) y 33 escaños frente a los 1.590.844 votos (36,57%) y 25 escaños del PSOE, que perdió casi 800.000 votos y once escaños respecto a las anteriores generales. El PP fue el partido más votado en todas las circunscripciones salvo en Sevilla. Izquierda Unida volvió a obtener representación en el Congreso con sendos diputados por Sevilla y Málaga, con 359.521 (8,26%).
La proyección de los resultados de las generales a unas hipotéticas autonómicas daría la mayoría absoluta al Partido Popular con 58 escaños. El PSOE descendería a los 43 escaños, perdiendo 13. Izquierda Unida se mantendría con 6 escaños y UPyD entraría en el parlamento andaluz con dos diputados.

## Partidos políticos y coaliciones
A día 13 de febrero un total de 36 formaciones políticas se encontraban registradas para concurrir a las elecciones: 32 partidos y cuatro coaliciones que para entonces habían designado a sus representantes ante la Junta Electoral de Andalucía. El 28 de febrero fueron finalmente proclamadas 150 candidaturas correspondientes a 33 partidos y coaliciones, de los cuales únicamente 12 presentan candidatura en las 8 circunscripciones: PSOE-A, PP, IULV-CA, PA, UPyD, Equo, PCPE, CDL, Eb, HARTOS.org, PACMA y UCE. La circunscripción por la que se presentan más candidaturas es Sevilla con 25 y mientras que por Huelva únicamente se presentan 14.

### Partido Popular (PP)
El Partido Popular llega a las autonómicas andaluzas tras la victoria en las elecciones municipales y generales del 20 de noviembre, liderado por Javier Arenas que se presenta por cuarta vez a la presidencia de la Junta de Andalucía y concurre como número 1 por la circunscripción de Almería.
Para mostrar su poder local y su rechazo a la ley de incompatibilidades de Andalucía, la cual tenía como objetivo impedir a los alcaldes andaluces ser miembros del Parlamento de Andalucía, el Partido Popular situó a varios de sus más altos cargos municipales a la cabeza de sus listas electorales. Los alcaldes de Sevilla (Juan Ignacio Zoido), Córdoba (José Antonio Nieto), Huelva (Pedro Rodríguez González), Fuengirola (Esperanza Oña) y Motril (Carlos Rojas García) concurrieron por sus respectivas provincias, así como la portavoz popular de la Diputación de Jaén, Catalina García Carrasco. Finalmente, el secretario general del PP andaluz, Antonio Sanz, encabezó la candidatura por Cádiz. La ley de incompatibilidades de Andalucía fue suspendida por cinco meses por el Tribunal Constitucional y permitirá a los alcaldes populares conservar sus asientos en el Parlamento de Andalucía.

### Partido Socialista Obrero Español de Andalucía (PSOE-A)
El PSOE-A afronta las elecciones de 2011 liderado por José Antonio Griñán. El PSOE llega a ellas tras ser derrotado en las elecciones municipales de 2011 y generales del 20 de noviembre.
El presidente de la Junta y secretario general del PSOE-A, José Antonio Griñán, encabezó la lista de Sevilla. La presidenta del partido, Rosa Torres, concurrió por Málaga junto al consejero de Turismo, Luciano Alonso. Por su parte, el portavoz parlamentario del PSOE, Mario Jiménez, encabezó la lista de Huelva. Otra consejera, la de Igualdad Micaela Navarro, fue la candidata por Jaén. Las listas de Granada y Almería fueron lideradas por los secretarios provinciales, José Luis Sánchez Teruel y Teresa Jiménez Vílchez, y la de Córdoba, por la portavoz socialista de Educación, Araceli Carrillo. En Cádiz un candidato de la corriente crítica con Griñán, Luis Pizarro, se impuso al consejero de Justicia, Francisco Menacho, que quedó relegado al tercer puesto tras unas duras negociaciones por las primeras posiciones.

### Izquierda Unida Los Verdes-Convocatoria por Andalucía (IULV-CA)
Izquierda Unida aumentó su número de escaños en las Cortes tras las elecciones generales del 20 de noviembre, así como de concejales en las municipales de 2011. Está liderado por Diego Valderas.
El candidato a la presidencia de la Junta, Diego Valderas, volvió a ser candidato por Huelva, permitiendo que el presidente del CUT-BAI y alcalde de Marinaleda, Juan Manuel Sánchez Gordillo, concurriera por Sevilla. En esta ocasión, Gordillo tuvo que someter su candidatura a una elección primaria, en las que derrotó a los candidatos del PCA Marina Segura y Juan de Dios Villanueva, asegurándose el primer puesto de la lista.

### Partidos sin representación en el Parlamento de Andalucía
- Unión Progreso y Democracia (UPyD): presenta como candidato a la presidencia de la Junta de Andalucía al cabeza de lista por Sevilla, Martín de la Herrán, elegido tras un proceso de primarias.[22] Se presenta en todas las circunscripciones. Es el partido que registra un mayor crecimiento incrementando sus votos un 500% con respecto los anteriores comicios.
- Partido Andalucista (PA): presenta como candidata a la presidencia de la Junta de Andalucía a Pilar González, secretaria general de la formación y cabeza de lista por Cádiz.[23] Se presenta en todas las circunscripciones.
- Equo: partido en el que se han integrado Los Verdes de Andalucía y otros partidos ecologistas andaluces, presenta a Esteban de Manuel como candidato a la presidencia de la Junta de Andalucía. De Manuel fue elegido mediante un proceso de primarias abiertas a afiliados y simpatizantes.[24] Se presenta en todas las circunscripciones.
- Partido Animalista Contra el Maltrato Animal (PACMA)
- Escaños en Blanco (Eb)
- Hartos.Org
- Partido Comunista de los Pueblos de España (PCPE): se presenta en todas las circunscripciones.
- Esta Crisis No La Pagamos (ECNP). Coalición de Corriente Roja e Iniciativa Ciudadana por la Transparencia.
- Falange Española de las JONS (FE de las JONS): se presenta en todas las circunscripciones excepto en Huelva.
- Centro Democrático Liberal (CDL)
- Por Un Mundo Más Justo (PUM+J)
- Plataforma Andaluza - Foro Ciudadano (FC): Se presenta en Cádiz. Candidatura formada por alcaldes y concejales de partidos municipales de la provincia de Cádiz. Liderados por Pedro Pacheco.
- Partido Regionalista por Andalucía Oriental (PRAO): se presenta en Almería, Granada y Jaén.
- Solidaridad y Autogestión Internacionalista (SAIn): se presenta en Córdoba, Granada, Jaén, Málaga y Sevilla.
- Unificación Comunista de España (UCE)
- Partido Humanista (PH): se presenta en Málaga y Sevilla.
- Partido Hortofrutícola Andaluz (PHAN)
- Socialistas y Republicanos (SyR): coalición de RPS, POSI, ISI y UR. Se presenta sólo en Granada, Sevilla, Cádiz y Huelva.
- Convergencia Andaluza (CAnd): se presenta solamente por la circunscripción de Granada.
- Mayoría Democrática (MD)
- Movimiento Social Republicano (MSR)
- Alternativa Española (AES)
- Ciudadanos de Centro Democrático (CCD)
- Partido Familia y Vida (PFyV): se presenta en Jaén y Sevilla.
- Alternativa Motor y Deportes (AMD)
- Partido Demócrata Social Autonomista (PDSA)
- Agrupación y Unión para el Progreso de Almería (AUPAL)
- Pueblo Nacionalista de Andalusí (PNdeA)
- Convocatoria Regionalista por Andalucía (CReA)
- Partido Republicano Independiente Solidario Andaluz (RISA)

## Resultados
El 17 de abril fueron publicados en el Boletín Oficial de la Junta de Andalucía los resultados definitivos proclamados por la Junta electoral.
| ← Elecciones al Parlamento de Andalucía de 2012 → |                     |           |        |     |         |     |
| Presidente y gobierno | Partido             | Candidato | Votos  | %   | Escaños | +/- |
| - Presidente: José Antonio Griñán - Gobierno: PSOE-IU - Censo: 6.392.620 - Votantes: 3.885.137 (60,78%) - Abstención: 2.507.483 (39,22%) - Válidos: 3.862.747 - A candidatura: 3.827.666 |                     |           |        |     |         |     |
| Partido Popular (PP) | Javier Arenas       | 1.567.207 | 40,66% | 50  | 3       |     |
| Partido Socialista Obrero Español (PSOE-A) | José Antonio Griñán | 1.523.465 | 39,52% | 47  | 9       |     |
| Izquierda Unida Los Verdes-Convocatoria por Andalucía (IULV-CA) | Diego Valderas      | 437.445   | 11,34% | 12a | 6       |     |
| Unión Progreso y Democracia (UPyD) | Martín de la Herrán | 129.180   | 3,35%  | 0   |         |     |
| Partido Andalucista | Pilar González      | 96.608    | 2,50%  | 0   |         |     |
| Equo | Esteban de Manuel   | 20.383    | 0,53%  | 0   |         |     |
| Partido Animalista Contra el Maltrato Animal (PACMA) |                     | 8.781     | 0,23%  | 0   |         |     |
| Escaños en Blanco (Eb) |                     | 5.660     | 0,15%  | 0   |         |     |
| HARTOS.org |                     | 4.966     | 0,13%  | 0   |         |     |
| Partido Comunista de los Pueblos de España (PCPE) |                     | 4.119     | 0,11%  | 0   |         |     |
| Esta crisis no la pagamos (ECNP) |                     | 2.680     | 0,07%  | 0   |         |     |
| Falange Española de las JONS (FE de las JONS) |                     | 2.407     | 0,06%  | 0   |         |     |
| Por un mundo más justo (PUM+J) |                     | 1.704     | 0,04%  | 0   |         |     |
| Foro Ciudadano |                     | 1.634     | 0,04%  | 0   |         |     |
| blancos |                     | 35.081    | 0,91%  | -   | -       |     |

a De ellos, 7 del PCA, 4 independientes y 1 del CUT-BAI.

### Voto CERA
El voto de los emigrantes dio la victoria a PSOE con el 46,48%; el PP obtuvo el 30,51% e IU el 10,29%. Sin embargo esto no fue suficiente para modificar los resultados globales que otorgaron la victoria al PP.

### Resultados por circunscripciones

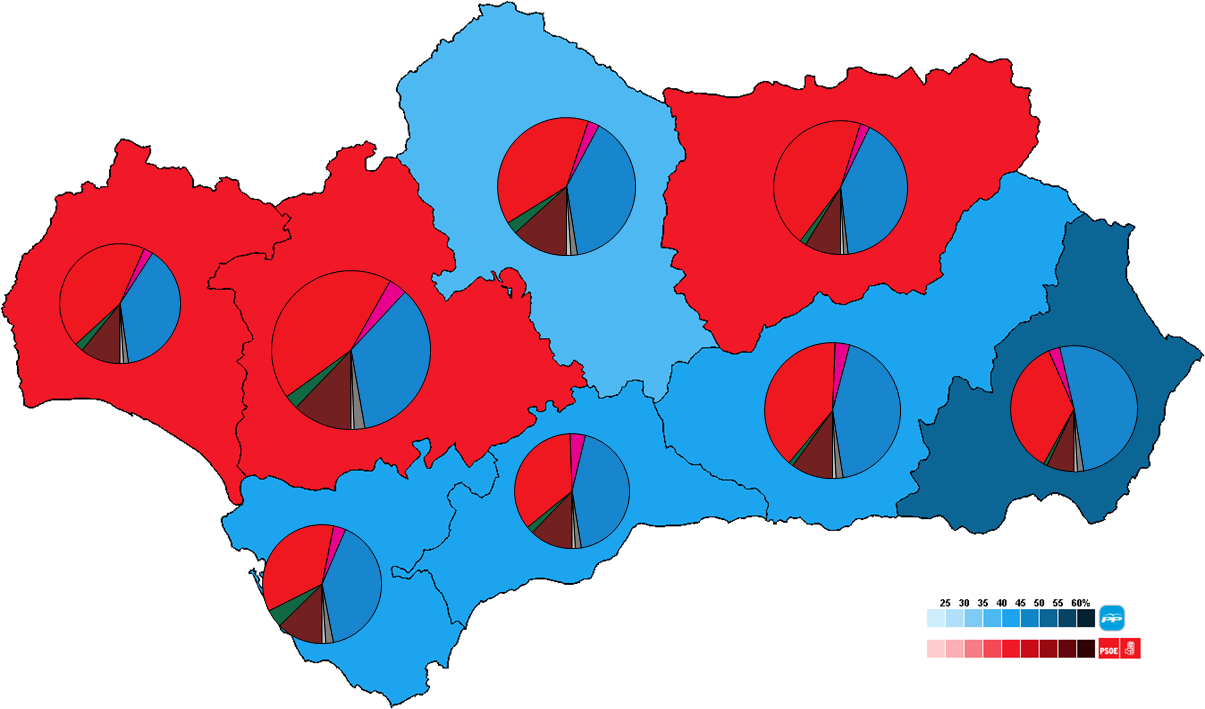
Resultados por provincia.

| Comunidad autónoma | Circunscripción                           | Partido | Votos   | %      | Diputados | +/- |
| ------------------ | ----------------------------------------- | ------- | ------- | ------ | --- | --- |
| ANDALUCÍA          | Almería 12 diputados                      | PP      | 136.583 | 51,35% | 7 (Francisco Javier Arenas Bocanegra, María Rosario Soto Rico, Miguel Ángel Castellón Rubio, Aránzazu Martín Moya, José Cara González, Rosalía Ángeles Espinosa López y José Jesús Gázquez Linares)                                               | =   |
| ANDALUCÍA          | Almería 12 diputados                      | PSOE-A  | 93.790  | 35,26% | 4 (José Luis Sánchez Teruel, Fuensanta Coves Botella, Manuel Recio Menéndez y Adela Segura Martínez) | 1   |
| ANDALUCÍA          | Almería 12 diputados                      | IULV-CA | 18.848  | 7,08%  | 1 (Rosalía Martín Escobar) | 1   |
| ANDALUCÍA          | Cádiz 15 diputados                        | PP      | 210.422 | 40,47% | 7 (Antonio Sanz Cabello, María Teresa Ruiz-Sillero Bernal, Jacinto Muñoz Madrid, Ana María Mestre García, Rafael Ruiz Canto, María del Carmen Pedemonte Quintana y José Manuel Martínez Malia)                                                    | 1   |
| ANDALUCÍA          | Cádiz 15 diputados                        | PSOE-A  | 184.913 | 35,56% | 6 (Luis Pizarro Medina, Rocío Arrabal Higuera, Francisco Menacho Villalba, María Colón Lozano, Manuel Jiménez Barrios y Raquel Arenal Catena) | 2   |
| ANDALUCÍA          | Cádiz 15 diputados                        | IULV-CA | 65.943  | 12,68% | 2 (Ignacio Pelayo García Rodríguez e Inmaculada Nieto Castro) | 1   |
| ANDALUCÍA          | Córdoba 12 diputados                      | PP      | 167.723 | 39,72% | 5 (José Antonio Nieto Ballesteros, María del Rosario Alarcón Mañas, Adolfo Manuel Molina Rascón, Rafaela Obrero Ariza y Rafael Carmona Ruiz) | =   |
| ANDALUCÍA          | Córdoba 12 diputados                      | PSOE-A  | 164.270 | 38,90% | 5 (María Araceli Carrillo Pérez, Manuel Gracia Navarro, Soledad Pérez Rodríguez, Jesús María Ruiz García y Josefa Vioque Zamora) | 1   |
| ANDALUCÍA          | Córdoba 12 diputados                      | IULV-CA | 56.300  | 13,33% | 2 (Alba María Doblas Miranda y Manuel Baena Cobos) | 1   |
| ANDALUCÍA          | Granada 13 diputados                      | PP      | 198.252 | 43,52% | 6 (Carlos Rojas García, María Eva Martín Pérez, Luis González Ruiz*, María Francisca Carazo Villalonga, Juan Ramón Ferreira Siles y Ana Vanessa García Jiménez)                                                                                   | =   |
| ANDALUCÍA          | Granada 13 diputados                      | PSOE-A  | 179.480 | 39,39% | 6 (María Teresa Jiménez Vílchez, Francisco José Álvarez de la Chica, Clara Eugenia Aguilera García, Miguel Castellano Gámez, María Nieves Masegosa Martos y Francisco Javier Aragón Ariza)                                                        | =   |
| ANDALUCÍA          | Granada 13 diputados                      | IULV-CA | 45.372  | 9,96%  | 1 (María Carmen Pérez Rodríguez) | =   |
| ANDALUCÍA          | Huelva 11 diputados                       | PSOE-A  | 106.727 | 40,55% | 5 (Mario Jesús Jiménez Díaz, Antonia Jesús Moro Cárdeno, José Juan Díaz Trillo, María Cinta Castillo Jiménez y Francisco Jesús Fernández Ferrera)                                                                                                 | 1   |
| ANDALUCÍA          | Huelva 11 diputados                       | PP      | 90.510  | 38,64% | 5 (Pedro Rodríguez González, María Dolores López Gabarro, Manuel Andrés González Rivera, María Concepción Sacramento Villegas y Manuel Alberto Fernández Rodríguez)                                                                               | 1   |
| ANDALUCÍA          | Huelva 11 diputados                       | IULV-CA | 25.510  | 10,89% | 1 (Diego Valderas Sosa) | =   |
| ANDALUCÍA          | Jaén 11 diputados (uno menos que en 2008) | PSOE-A  | 165.030 | 44,48% | 5 (Micaela Navarro Garzón, Antonio Jesús Ávila Cano, María Mar Moreno Ruiz, Francisco Vallejo Serrano y Natividad Redondo Crespo) | 2   |
| ANDALUCÍA          | Jaén 11 diputados (uno menos que en 2008) | PP      | 152.457 | 41,09% | 5 (Catalina Montserrat García Carrasco, José Antonio Miranda Aranda, Amelia Palacios Pérez, Miguel Contreras López y Ángeles Isac García) | =   |
| ANDALUCÍA          | Jaén 11 diputados (uno menos que en 2008) | IULV-CA | 32.518  | 8,76%  | 1 (Juan Serrano Jodar) | 1   |
| ANDALUCÍA          | Málaga 17 diputados (uno más que en 2008) | PP      | 273.899 | 43,72% | 8 (María Esperanza Oña Sevilla, Antonio Manuel Garrido Moraga, Ana María Corredera Quintana, Víctor Manuel González García, Antonia Ruiz Oliva, José Eduardo Díaz Molina, Ana María Rico Terrón y Daniel Castilla Zumaquero)                      | =   |
| ANDALUCÍA          | Málaga 17 diputados (uno más que en 2008) | PSOE-A  | 220.621 | 35,22% | 7 (Luciano Alonso Alonso, Rosario Torres Ruiz, Enrique Javier Benítez Palma, María Luisa Bustinduy Barrero, Paulino Plata Cánovas, Remedios Martel Gómez y José Bernal Gutiérrez)                                                                 | =   |
| ANDALUCÍA          | Málaga 17 diputados (uno más que en 2008) | IULV-CA | 76.229  | 12,17% | 2 (José Antonio Castro Román y María Dolores Quintana Campos) | 1   |
| ANDALUCÍA          | Sevilla 18 diputados                      | PSOE-A  | 413.719 | 43,13% | 9 (José Antonio Griñán Martínez, Susana Díaz Pacheco, José Caballos Mojeda, María Jesús Montero Cuadrado, José Muñoz Sánchez, María Carmen Martínez Aguayo, Alfonso Rodríguez Gómez de Celis, Verónica Pérez Fernández y Carmelo Gómez Domínguez) | 2   |
| ANDALUCÍA          | Sevilla 18 diputados                      | PP      | 337.361 | 35,17% | 7 (Juan Ignacio Zoido Álvarez, Alicia Martínez Martín, Rafael Javier Salas Machuca, Patricia del Pozo Fernández, Jaime Raynaud Soto, Carolina González Vigo y Miguel Ángel Arauz Rivero)                                                          | 1   |
| ANDALUCÍA          | Sevilla 18 diputados                      | IULV-CA | 116.725 | 12,16% | 2 (Juan Manuel Sánchez Gordillo y Marina Segura Gómez) | 1   |

* Renunció al cargo de diputado, siendo sustituido por Rafael Vicente Valero Rodríguez.

## Investidura de los nuevos cargos

### Constitución del Parlamento y elección de sus órganos de gobierno
| Órganos del Parlamento de la IX Legislatura   |         |                        |
| Cargo                                         | Partido | Titular                |
| Presidente del Parlamento                     |         | Manuel Gracia          |
| Vicepresidente primero                        |         | Ignacio García         |
| Vicepresidenta segunda                        |         | Esperanza Oña          |
| Vicepresidenta tercera                        |         | Teresa Jiménez         |
| Secretaria primera                            |         | Patricia del Pozo      |
| Secretario segundo                            |         | Manuel Andrés González |
| Secretaria tercera                            |         | Remedios Martel        |
| Portavoz del Grupo Socialista                 |         | Mario Jiménez          |
| Portavoz del Grupo Popular                    |         | Carlos Rojas           |
| Portavoz del Grupo Izquierda Unida Los Verdes |         | José Antonio Castro    |
| Fuente: Parlamento de Andalucía               |         |                        |

### Elección e investidura del Presidente de la Junta de Andalucía
El candidato socialista, José Antonio Griñán, fue investido Presidente de la Junta de Andalucía el 3 de mayo de 2012 con el apoyo de 58 diputados de la Cámara, los 47 de su grupo parlamentario y 11 de IULV-CA. Los parlamentarios del PP votaron en contra. El presidente de CUT-BAI y diputado de IULV-CA por Sevilla, Juan Manuel Sanchez Gordillo, emitió un voto nulo, alegando que no deseaba participar en una votación en la que no se le ofrecía votar a un candidato de su partido.
| Candidato | Fecha                                                        | Voto       |    |    |    | Total  |
| --- | ------------------------------------------------------------ | ---------- | -- | -- | -- | ------ |
| José Antonio Griñán (PSOE-A) | 3 de mayo de 2012 Mayoría requerida: Absoluta (55/109)       | Sí         |    | 47 | 11 | 58/109 |
| José Antonio Griñán (PSOE-A) | 3 de mayo de 2012 Mayoría requerida: Absoluta (55/109)       | No         | 50 |    |    | 50/109 |
| José Antonio Griñán (PSOE-A) | 3 de mayo de 2012 Mayoría requerida: Absoluta (55/109)       | Abstención |    |    |    | 0/109  |
| Susana Díaz (PSOE-A) | 5 de septiembre de 2013 Mayoría requerida: Absoluta (55/109) | Sí         |    | 47 | 11 | 58/109 |
| Susana Díaz (PSOE-A) | 5 de septiembre de 2013 Mayoría requerida: Absoluta (55/109) | No         | 48 |    |    | 48/109 |
| Susana Díaz (PSOE-A) | 5 de septiembre de 2013 Mayoría requerida: Absoluta (55/109) | Abstención |    |    |    | 0/109  |
| Faltaron a la investidura de Susana Díaz dos diputados del PP. El diputado de IULV-CA Juan Manuel Sánchez Gordillo, emitió un voto no registrado en la investidura de Díaz. |                                                              |            |    |    |    |        |